# Perché non torna più
Perché non torna più è un brano musicale della cantante italiana Laura Pausini.
È il 3º ed ultimo singolo estratto a ottobre dall'album Laura Pausini del 1993. In Francia è il 4º ed ultimo singolo estratto dall'album.

## Il brano
Come autori del brano figurano Federico Cavalli per il testo, Angelo Valsiglio e Pietro Cremonesi per la musica anche se in realtà l'autrice vera e propria è la stessa Pausini. Il pezzo è dedicato a due amiche della cantante, Laura e Simona, scomparse prematuramente nell'estate del 1992.
Nel 1994 venne tradotta in lingua spagnola con il titolo ¿Por qué no volverán? e inserita nel primo album in lingua spagnola Laura Pausini. Questa versione non venne estratta come singolo nei paesi ispanofoni e non ne fu realizzato un videoclip.

## Il video
Il videoclip (in lingua italiana) è stato diretto da Ambrogio Lo Giudice, ed è stato girato sulle spiagge del litorale di Ostia, nel marzo 1993. La cantante interpreta il brano camminando sulla spiaggia, talora giocando con dei cuccioli di cane. Molti spezzoni vengono altresì riutilizzati per il videoclip del singolo La solitudine, realizzato congiuntamente.

## Tracce
CDS - Promo Warner Music Italia (1993)
1. Perché non torna più

CDS - 4509971732 Warner Music Francia (1993)
1. Non c'è
2. Perché non torna più

CDS - 4509944352 Warner Music Francia Europa (1993)
1. Non c'è (Radio version)
2. Perché non torna più
3. Non c'è

CDS - 4509982522 Warner Music Europa (1995)
1. Lettera
2. La soledad
3. Perché non torna più

Download digitale
1. Perché non torna più
2. ¿Por qué no volverán?

## Pubblicazioni
Perché non torna più viene inserita anche nell'album Laura Pausini del 1995.